# 茅崎市
35°20′N 139°24′E / 35.333°N 139.400°E
茅崎市（日语：／ Chigasaki shi */?）位於日本神奈川縣中南部、從東京中心約60千米、面对相模湾、湘南地方中心的都市。施行時特例市之一。

## 歷史
- 1889年（明治22年）4月1日，開始實施町村制[1]、正式成立茅崎村[2]。
- 1898年（明治31年）6月15日，鐵道省東海道線的車站，茅崎車站開業。
- 1908年（明治41年）10月1日，神奈川縣高座郡的茅崎村（日语：茅ヶ崎村）與鶴嶺村（日语：鶴嶺村）、松林村（日语：松林村）合併成茅崎町。
- 1921年（大正10年）9月28日，相模鐵道相模線開業。
- 1947年（昭和22年）10月1日，開始實施市制，改稱「茅崎市」。人口為43,315人。
- 1955年（昭和30年）4月5日，劃入高座郡小出村（日语：小出村 (神奈川県)）之部分地區。
- 1974年（昭和49年）7月22日，茅崎市役所遷入現址辦公[3]。
- 1988年（昭和63年）3月30日，新湘南繞道（日语：新湘南バイパス）開通營運。
- 1989年（平成元年），人口突破20萬人。
- 2003年（平成15年）4月1日，升格為特例市[4]。
- 2013年（平成25年）4月14日，首都圈中央聯絡自動車道開通營運。

## 地理
相模原台地的丘陵地帶與相模川河口形成沙洲地帶，從市區的小出川與千之川西南注入相模川。
在江戸時代，東海道五十三次藤沢宿及平塚宿之間的農村地帶，東海道的2個地方中即使已知只有左富士（道中總是右邊看見，左邊看見富士山）的地點是以浮世繪為題材。現在，國道1號鳥井戸橋會看得見「南湖左富士」之浮雕。
一旦存在的柳島湊，現在已經消滅了。還有藤間温泉也存在於柳島。

## 人口
| 茅崎市人口分布圖 |                                               |  |
| 茅崎市與日本全國年齡別人口分布比較圖 （2005年資料） | 茅崎市的年齡、男女別人口分布圖 （2005年資料） |  |
| ■紫色是茅崎市 ■綠色是全国 | ■藍色是男性 ■紅色是女性                       |  |
| 茅崎市人口變化 \| 1970年 \| 129,621人 \| \| \| 1975年 \| 152,023人 \| \| \| 1980年 \| 171,016人 \| \| \| 1985年 \| 185,030人 \| \| \| 1990年 \| 201,675人 \| \| \| 1995年 \| 212,874人 \| \| \| 2000年 \| 220,809人 \| \| \| 2005年 \| 228,420人 \| \| \| 2010年 \| 235,081人 \| \| \| 2015年 \| 239,348人 \| \| \| 2020年 \| 242,389人 \| \| |                                               |  |
| 資料來源：日本總務省統計中心提供之人口普查數據 |                                               |  |
| 1970年 | 129,621人                                     |  |
| 1975年 | 152,023人                                     |  |
| 1980年 | 171,016人                                     |  |
| 1985年 | 185,030人                                     |  |
| 1990年 | 201,675人                                     |  |
| 1995年 | 212,874人                                     |  |
| 2000年 | 220,809人                                     |  |
| 2005年 | 228,420人                                     |  |
| 2010年 | 235,081人                                     |  |
| 2015年 | 239,348人                                     |  |
| 2020年 | 242,389人                                     |  |

## 經濟產業

### 漁業
- 茅崎漁港（日语：茅ヶ崎漁港）

## 教育

### 大學・短期大學
- 文教大學（湘南校區）
- 文教大學女子短期大學部

### 専門學校
- 茅崎看護専門學校
- 茅崎復健醫學専門學校

### 其他
- 松下政經塾
- 京急汽車學校（日语：京急自動車学校）茅崎校

## 交通

### 鐵路
東日本旅客鐵道
- 東海道本線：茅崎站
- 相模線：茅崎站 - 北茅崎站 - 香川站

### 巴士
- 神奈川中央交通（日语：神奈川中央交通）
- 烏帽號社區巴士（日语：えぼし号）

### 道路
- 高速公路
  - 新湘南繞道（日语：新湘南バイパス）：- 茅崎中央IC - 茅崎西IC - 茅崎海岸IC
  - 首都圈中央聯絡自動車道：- 起點:新湘南繞道（日语：新湘南バイパス）茅崎JCT-
- 一般國道
  - 國道1號、國道134號、國道468號
- 當地主要公路
  - 神奈川縣道30號戸塚茅崎線（日语：神奈川県道30号戸塚茅ヶ崎線）、神奈川縣道44號伊勢原藤澤線（日语：神奈川県道44号伊勢原藤沢線）、神奈川縣道45號丸子中山茅崎線（日语：神奈川県道45号丸子中山茅ヶ崎線）、神奈川縣道46號相模原茅崎線（日语：神奈川県道46号相模原茅ヶ崎線）、神奈川縣道47號藤澤平塚線（日语：神奈川県道47号藤沢平塚線）
- 一般縣道
  - 神奈川縣道309號茅崎停車場線（日语：神奈川県道309号茅ヶ崎停車場線）、神奈川縣道310號茅崎停車場茅崎線（日语：神奈川県道310号茅ヶ崎停車場茅ヶ崎線）、神奈川縣道404號遠藤茅崎線（日语：神奈川県道404号遠藤茅ヶ崎線）
- 太平洋沿岸自行車道（日语：太平洋岸自転車道）
  - 湘南海岸・沙灘路（日语：湘南海岸・砂浜のみち） - 關東聯絡道路（日语：関東ふれあいの道）的一部分，通称「自行車道」。自行車行人専用道路。

## 名勝地・古蹟・觀光景點・祭典・賽事
- 烏帽子岩（姥島）
- 平島（日语：平島 (神奈川県)）
- 舊相模川橋腳（日语：旧相模川橋脚）：日本國定史蹟。
- 堤貝塚：神奈川縣定史蹟。
- 下寺尾官衙遺跡群：神奈川縣立茅崎北陵高等学校（日语：神奈川県立茅ヶ崎北陵高等学校）校舎興建交替之際發現高座郡郡衙遺跡。
- 七堂伽籃跡：神奈川縣立茅崎北陵高等学校（日语：神奈川県立茅ヶ崎北陵高等学校）高台南側、一段低くなった畑地の廣がる一郭の下寺尾、「七堂伽籃跡」と刻まれた高さ3m余りの石碑が建っている。
- 國木田獨步之碑
- 平冢雷鸟之碑
- 仮名垣魯文（日语：仮名垣魯文）之碑：父親實業家的萩園。
- 佐佐木卯之助（日语：佐々木卯之助）之碑：現在的鐵砲道與舊道的分歧點（東海岸五丁目）。
- 鉄砲道：相州炮術調練場（日语：相州炮術調練場）（幕府的鐵砲場）に至る道であったという説がある。
- 團十郎（日语：市川團十郎 (9代目)）山之碑：九世市川團十郎（日语：市川團十郎 (9代目)）的別墅遺跡建立於（茅崎市平和町）[5]
- 藤間家住宅主屋 - 日本國家指定的登錄有形文化資產。

## 城市外交、姐妹市
- 日本愛知縣岡崎市 （1983年）
- 美国夏威夷州檀香山市 （2014年）

## 外部連結
- 茅崎市役所 （页面存档备份，存于）（日語）
- 茅崎市議會 （页面存档备份，存于）（日語）
- 茅崎市立醫院 （页面存档备份，存于）（日語）
- 神奈川縣茅崎警察署 （页面存档备份，存于）（日語）
- OpenStreetMap上有關茅崎市的地理